# 石馬寺
石馬寺（いしばじ）は、滋賀県東近江市五個荘石馬寺町にある臨済宗妙心寺派の寺院。山号は御都繖山（ぎょとさんざん）。本尊は十一面千手観世音菩薩。

## 歴史
伝承によれば、今からおよそ1400年前の推古天皇2年（594年）に鎮護国家、仏法興隆を祈るための道場となる霊地を探していた聖徳太子が当地を訪れた。すると、現在の繖山（きぬがさやま）の麓辺りで太子が乗っていた馬が歩みを止めて進まなくなった。そのため、太子はその山麓の松の木に馬を繋いで山上に登った。太子は「積年の望みをこの地に得たり」と山の霊異に深く感動して山を下ってくると、馬は石と化して池に沈んでいた。これを瑞相と捉えた太子は、直ちに山を御都繖山（ぎょとさんざん）と名付け、この地に寺院を建立して石馬寺と号したという。現在も当寺は聖徳太子筆と伝承する「石馬寺」の木額や太子馬上像等を所蔵している。山門跡の付近には、石と化した馬が背中を見せている蓮池がある。
その後当寺は法相宗、次いで天台宗と転宗する。そして、近江源氏・六角氏の篤く帰依するところとなった。
南北朝時代には、六角氏頼によって繖山の南にある観音正寺の近くに観音寺城のもととなる砦が築かれ、戦国時代には六角高頼によって本格的に観音寺城として整備が行われている。
永禄11年（1568年）9月12日に織田信長と観音寺城に籠る六角義賢との間で観音寺城の戦いが起こると、当寺は争いに巻き込まれて伽藍や坊院の全てが焼失した。
その後、『近江神崎郡志稿』下巻 寺院由緒記によると、信長の庇護を受け復興を果たして寺領を拡大したものの、天正年間（1573年 - 1592年）には、豊臣秀吉の検地政策により寺領及び山林を没収され、山主や僧徒は退散を命じられた。
慶長8年（1603年）に徳川家康により門前に高札が建てられ、復興を果たす。
寛永11年（1634年）に徳川家光の上洛にあたり、繖山の北にある神崎郡伊庭村（現・東近江市能登川町）に造営された御茶屋御殿である伊庭御殿の建物を移して大方丈（旧本堂）とした。
正保元年（1644年）11月、陸奥国松島・瑞巌寺の雲居希膺（うんごきよう）を中興として招き、臨済宗妙心寺派の寺院となる。
境内の南には六所神社、さらに山頂に行くと雨宮龍神社がある。

## 境内
- 本堂
- 大仏宝殿 - 宝物館。
- 庭園「石馬の石庭」 - 枯山水庭園。
- 庫裏 - もとは寛永11年（1634年）に現在地に移築した伊庭御殿の建物で、移築後は本堂、次いで大方丈とされた。
- 不動堂 - 旧行者堂。
- 中村治兵衛供養塔 - 近江商人家訓「三方よし」の祖。
- 鐘楼
- 石仏群
- 山門跡 - 礎石が残る。1934年（昭和9年）9月の室戸台風で倒壊した。
- 石馬の池 - 池の中には石化した聖徳太子の馬だとされる石がある。

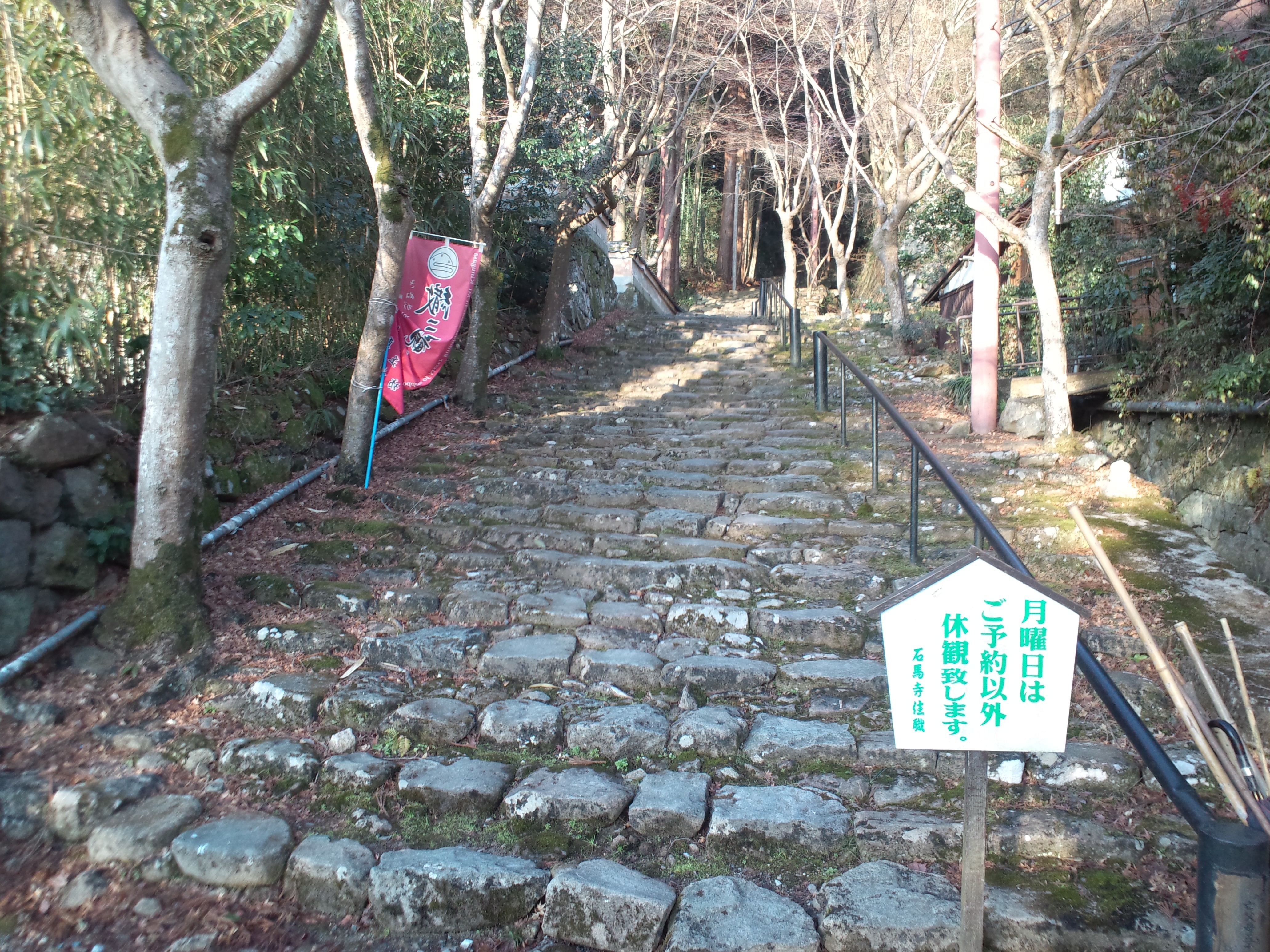
参道
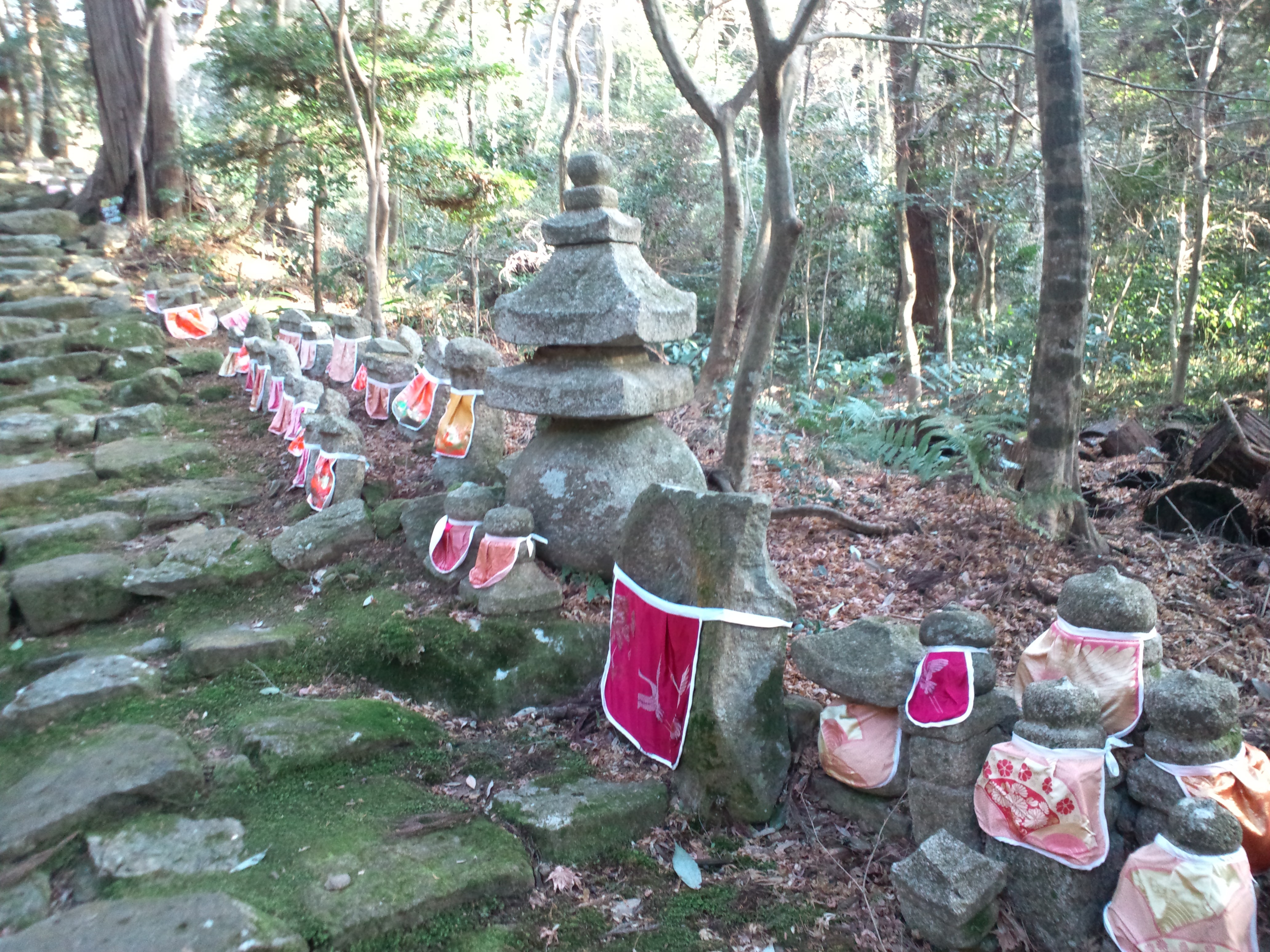
参道
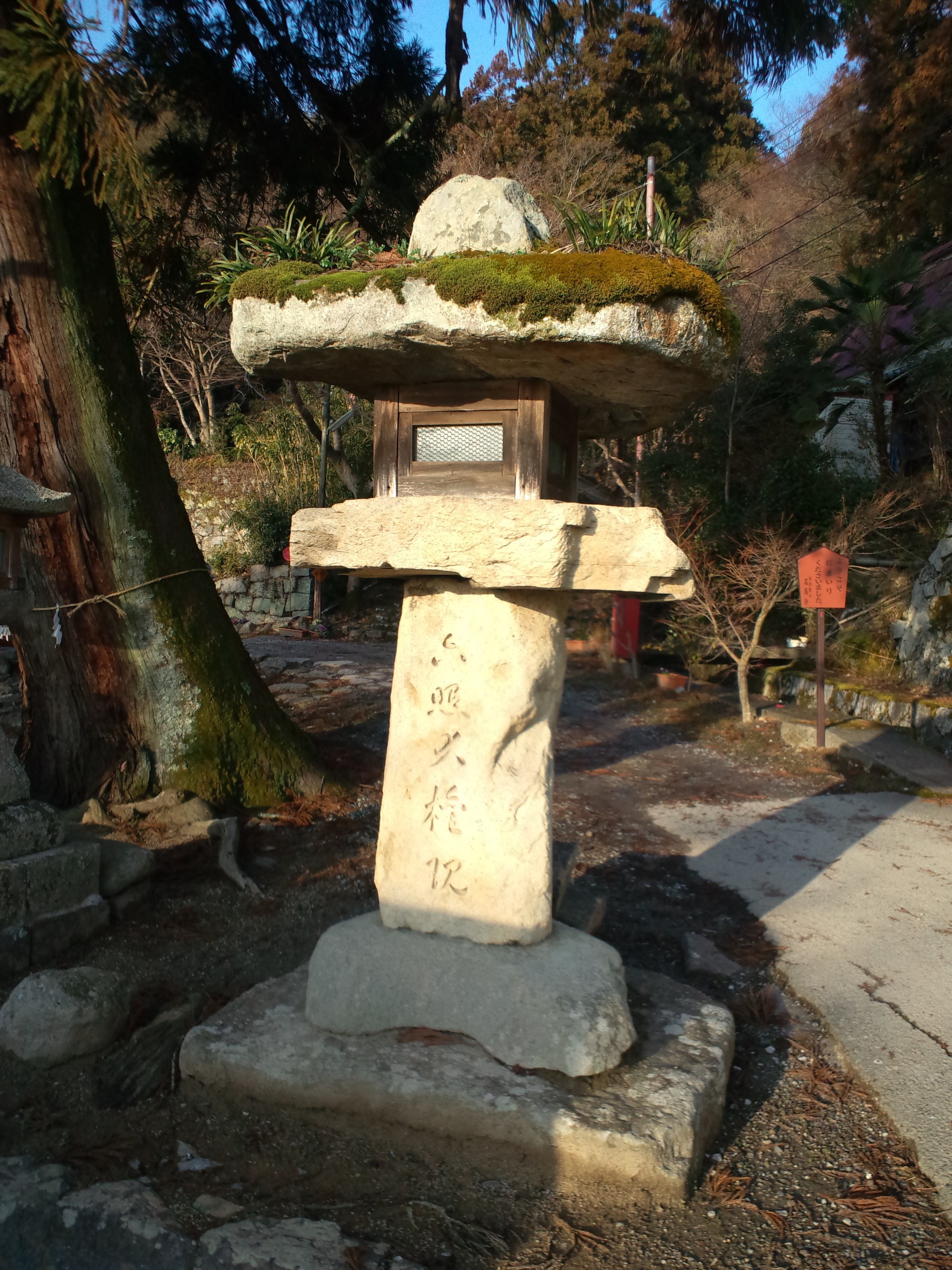
石燈籠
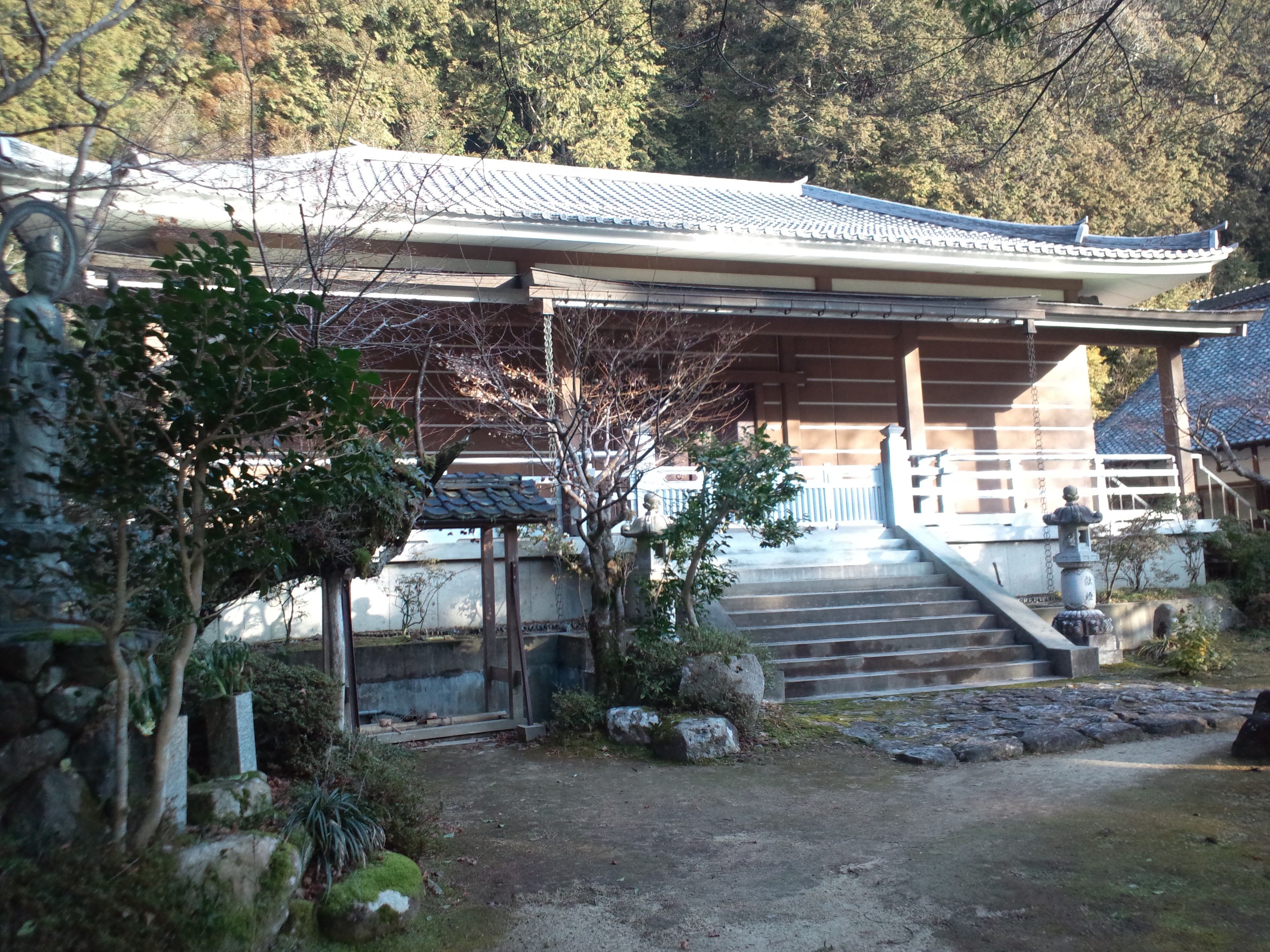
大仏宝殿

## 文化財

### 重要文化財
- 木造十一面観音立像 2躯 - 平安時代。
- 木造二天王立像 2躯 - 平安時代。
- 木造二天王立像 2躯 - 平安時代。
- 木造大威徳明王像 - 平安時代。
- 木造阿弥陀如来坐像 - 平安時代。
- 木造役行者及二鬼像 3躯 - 鎌倉時代。

### 東近江市指定有形文化財
- 木造千手観音立像 - 鎌倉時代。当寺の本尊。秘仏。伝・快慶作とされるが、伝・聖徳太子の作ともいう[6]。
- 木造地蔵菩薩立像 - 平安時代後期。
- 木造毘沙門天立像 - 鎌倉時代。
- 釈迦如来坐像図 - 室町時代。

### その他
- 聖徳太子馬上像 - 22歳像。伝・聖徳太子作。
- 聖徳太子合掌像 - 3歳像。伝・聖徳太子作。
- 大日如来座像
- 飯盛釈迦如来像（高麗仏画）（図版は、『五個荘町史』第一巻ほかに掲載。また、観峰館冬季企画展「近江仏画めぐり」（作品№１）に出品）

## 行事
- 修正会（しゅしょうえ） - 1月1日
- 涅槃会（ねはんえ） - 2月15日
- 降誕会（ごうたんえ） - 4月8日
- 役行者大菩薩千巻心経法要 - 8月15日
- 地蔵盆会 - 8月下旬の土曜日
- 成道会 - 12月8日

## 前後の札所
聖徳太子霊跡
35 長命寺　-　36 石馬寺　
びわ湖百八霊場
68 善勝寺　-　69 石馬寺　-　70 観音正寺
湖国十一面観音菩薩霊場
8 櫟野寺　-　9 石馬寺　-　10 百済寺

## 所在地
- 滋賀県東近江市五個荘石馬寺町823

## アクセス
- JR琵琶湖線能登川駅から「八日市駅行き」のバスに乗り7分